# Trap Aan!
Trap Aan! is een band, opgericht in 2023 in de Nederlandse provincie Groningen door René Siertsema (zang) en Ronald Jongsma (gitaar en zang). De band maakt plattelandsrock, ook wel bekend als dialectrock, in het Westerkwartiers. Zij laten zich inspireren door rock-'n-roll en boerenrock. Grootheden als Status Quo, de Achterhoekse band Normaal en het Groningse duo Pé en Rinus hebben bijgedragen aan het karakteristieke geluid van de band. In juli 2024 lanceerden zij hun debuutsingle Ien de keet. Twee maanden later wonnen zij de Golden Ticket voor het Regio Songfestival in Maastricht, waar zij op 9 november 2024 uitkwamen voor de provincie Groningen en de publieksprijs wisten te winnen. In februari 2025 kwam de single Gold & Geel uit, waar veel referenties inzitten naar eerdere seizoenen van B&B Vol Liefde.

## Ontstaan
René Siertsema en Ronald Jongsma kennen elkaar uit de theaterwereld. Eerder acteerde Siertsema in de lokale theaterproductie Noar Huus, waar Jongsma het begeleidende gitaarwerk verzorgde. In dit stuk acteerde ook Jan Medema, die zich later bij de band zou voegen. Siertsema en Jongsma troffen elkaar opnieuw in de theaterproductie Leve de Harmonie, waar Jarno Hofsteenge het drumwerk verzorgde. De liefde voor het dialect en de rock-'n-roll zorgde ervoor dat Siertsema en Jongsma in de pen klommen en hun eerste nummers op papier zetten. Na een akoestische try-out liet ook het publiek weten het werk te waarderen. Niet veel later voegden Medema en Hofsteenge zich bij de band, en met de komst van de broer van Ronald, Erwin Jongsma, was de formatie compleet. Trap Aan! deed locaties aan als het Tromptheater in Leeuwarden en VERA in de stad Groningen. In augustus speelden ze in Zevenhuizen in het voorprogramma van Trekhawk en Mooi Wark.

### DebuutsingleIen de keet
De band richt zich vooral op het in stand houden van het dialect, waarbij zij het alledaagse leven en de soms daarbij horende problematiek op het platteland samenvoegen in pakkende teksten en melodieuze rockmuziek. In juli 2024 bracht Trap Aan! haar eerste single uit: Ien de keet. De debuutsingle beschrijft een typische avond in een keet, waar vooral de jeugd samenkomt. De keet is de heren van Trap Aan! zelf niet vreemd, en het nummer is dan ook grotendeels gebaseerd op eigen ervaringen. De regel “Niet zeuren dat 'k niet van mien leven geniet” geeft aan dat jongeren behoefte hebben om af en toe te ontsnappen aan de dagelijkse sleur.

### Hitlijsten
In november 2024 eindigde Trap Aan! als hoogste nieuwe binnenkomer op plek 18 van de Grunneger1000. In de 3voor12 lijst Het Beste Nummer van Groningse Bodem 2024 eindigde de band op plek 56.

## Regio Songfestival
Met de single Ien de keet besloot de band zich aan te melden voor het Regio Songfestival, als kandidaat voor de provincie Groningen. In de voorronde namen ze het op tegen Bé Schmaal en Remko Rotgers, en deze wisten ze te verslaan. In de finale ontving de band uit het Westerkwartier de meeste stemmen en liet kanshebbers Steernvanger en Daisz achter zich. Op 9 november 2024 vertegenwoordigde Trap Aan! de provincie Groningen op het Regio Songfestival in Maastricht. Zij eindigden als vijfde in het theater Aan het Vrijthof, maar wisten de publieksprijs te veroveren met maar liefst 33% van de stemmen. In de top vijf waren zij de enige band die met een nummer in dialect zo hoog eindigde. Er ontstond in dat weekend een sterke connectie met de acts van Drenthe, Friesland en Zuid-Holland. De enige vier dialectsbands van het Regio Songfestival. Daaruit ontstond het songfestival Rock in de Regio dat in Leek werd georganiseerd. 